# Petit Colombier
Le Petit Colombier est une petite île de l'archipel de Saint-Pierre-et-Miquelon située juste au nord-est du Grand Colombier, au nord de l'île Saint-Pierre.